# نحليات قارضة
النحليات القارضة أو فصيلة ميجاجيليدي (الاسم العلمي: Megachilidae)، هي فصيلة من النحل الانفرادي عالمية الانتشار، تصنف بين الحشرات ذوات الخصر غشائيات الأجنحة، تتميز بحمل حبوب اللقاح في السطح الصدري من البطن، وليس على رجليها الخلفيتين كما هو حال باقي النحل. وتقرض الحشرة أوراق الورد على شكل منتظم دائري لبناء عشها، ويعتبرها البعض لذلك حشرة ضارة، خصوصا حين إصابتها لأوراق الورد الخضراء وأوراق الأزهار التويجية وشجر الروبينيا والقوغ. لكن من الناحية الأخرى، في حالة الإصابة الخفيفة فإن هذه الحشرات تُعد من الحشرات النافعة، لأنها تقوم بجمع حبوب اللقاح، وبالتالي تساعد في عملية التلقيح للزهور. بل تعتبر أكثر كفاءة من نحل العسل في تلقيح بعض الزهور (مثل زهور البرسيم). وتمارس الكثير من أنواعها التطفل في الحضانة بترك بيضوها في أعشاش حشرات أخرى.

## شكلها
النحلة القارضة البالغة متوسطة ممتلئة الجسم وتوجد فرشة لجمع حبوب اللقاح على السطح السفلي لبطنها وليس على الارجل الخلفية، وكما هو حال نحل العسل يغلب على ألوان النحل القارض الرمادي والأبيض والأسود.

## دورها
تقوم بدور مهم في تلقيح الزهور بكفاءة عاليا. يقوم بعض أصحاب الحدائق والأراضي الزراعية بتربيتها لزيادة جودة انتاج بعض المحاصيل.

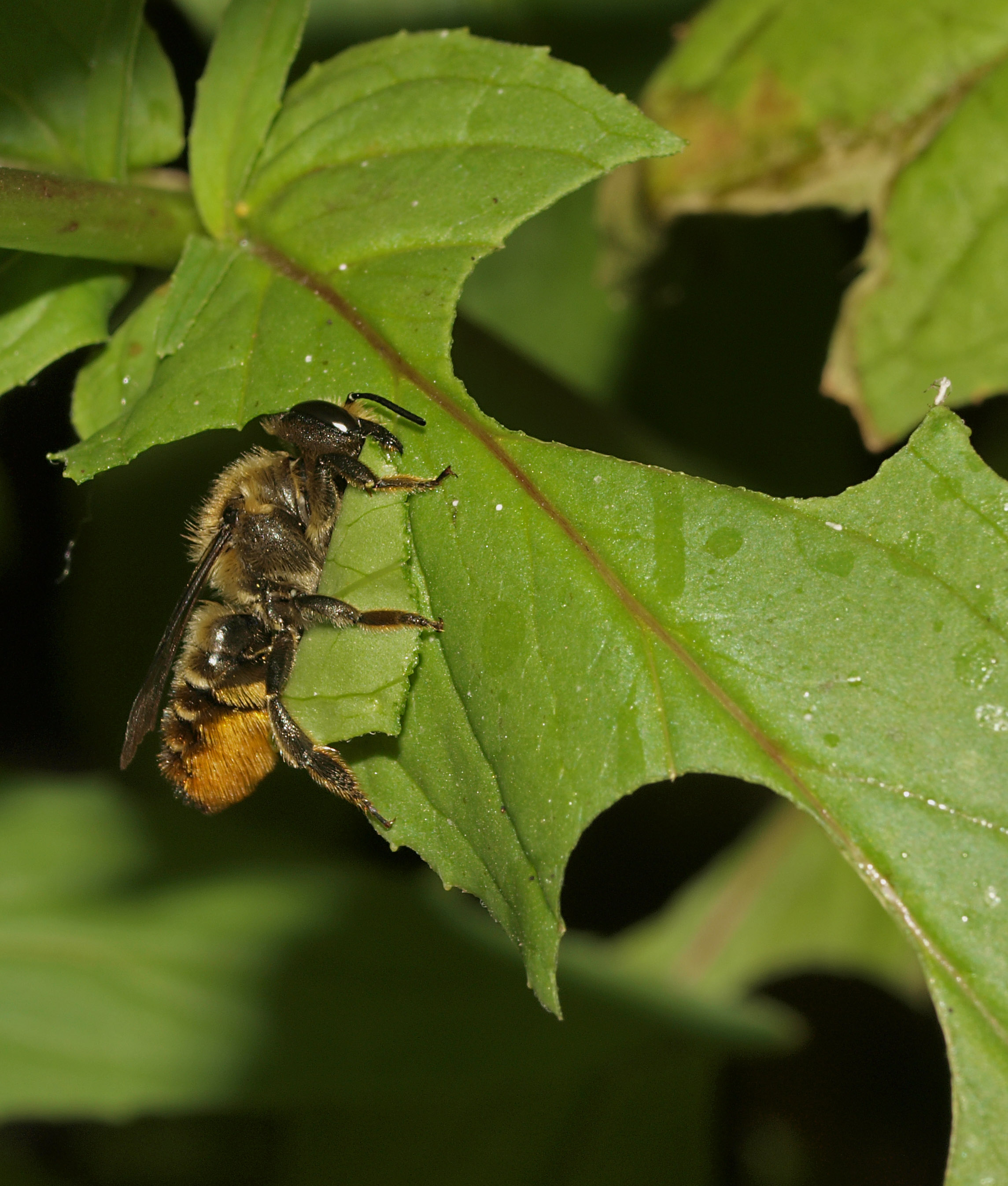
أحد أفراد النحل القاطع وهي تقص ورقة النبات لبناء عشها

## دورة حياتها
تقرض الحشرة البالغة أوراق الورد وتحمل الأوراق المقروضة بين ارجلها إلى الأماكن التي تختارها لوضع البيض وتقوم بذلك عدة مرات تبني خلية تشبه السطل من الاجزاء التي تجمها وتضع فيها حبوب اللقاح لكي تتغذى عليها اليرقات بعد فقس البيض. يوضع البيض على حبوب اللقاح ثم تغلق الخلية بأجزاء أخرى من الأوراق المقروضة وتوجد من 5-8 خلايا مصفوفة بجانب بعضه البعض وقد يبني هذا النوع من النحل عشه في تجاويف الخشب الجاف أو في سيقان النباتات وفي بعض الحالات في الترب الرملية.